# 7408 Yoshihide
7408 Yoshihide è un asteroide della fascia principale. Scoperto nel 1989, presenta un'orbita caratterizzata da un semiasse maggiore pari a 2,2290833 UA e da un'eccentricità di 0,2210512, inclinata di 3,18315° rispetto all'eclittica.
L'asteroide è dedicato all'astrofilo giapponese Hayashi Yoshihide.